# Doneil Henry
Doneil Jor-Dee Ashley Henry (Brampton, Ontario, Canadá, 20 de abril de 1993) es un jugador de fútbol profesional canadiense que juega como defensa y su club es el HFX Wanderers F. C. de la Canadian Premier League. Es internacional con la selección de fútbol de Canadá.

## Carrera

### Primeros años
Los padres de Henry, Beverly y Menocal Henry, se mudaron a Canadá desde Jamaica. Comenzó a jugar fútbol cuando tenía diez años y jugó en las juveniles del Brampton Youth Soccer Club y North Mississauga.

### Profesional
Henry comenzó su carrera profesional con el Toronto FC en 2010, antes de ir a Europa en 2014, donde jugó para West Ham United, Blackburn Rovers y AC Horsens. Después de una serie de problemas con las lesiones, Henry regresó a Canadá en 2017 y firmó con el Vancouver Whitecaps FC, pasando un mes de préstamo con el Ottawa Fury.

## Selección nacional

### Categorías inferiores
Henry jugó tres partidos para la selección de fútbol sub-20 de Canadá.
Fue seleccionado para la lista sub-23 que participaría en el Preolímpico de Concacaf de 2012. Después de quedarse afuera del primer juego, comenzó y marcó el primer gol contra Estados Unidos sub-23, el partido terminó en una victoria por 2-0 para Canadá.

### Selección absoluta
Henry jugó su primer partido para Canadá el 15 de agosto de 2012 en un amistoso ante Trinidad y Tobago, fue sustituido en el medio tiempo por Pedro Pacheco, el juego terminó en una victoria por 2-0. 
El 27 de junio de 2013, Henry fue incluido como parte del equipo de 23 hombres del entrenador Colin Miller para la Copa de Oro de la Concacaf 2013.
Henry fue llamado al equipo para disputar la Copa de Oro de la Concacaf 2019 el 30 de mayo de 2019.
Henry anotó su primer gol para Canada el 7 de septiembre de 2019 contra Cuba en la Liga de Naciones de la Concacaf 2019-20.

#### Goles internacionales
| #  | Fecha                   | Lugar                      | Oponente | Resultado parcial | Resultado final | Competición                             |
| -- | ----------------------- | -------------------------- | -------- | ----------------- | --------------- | --------------------------------------- |
| 1. | 7 de septiembre de 2019 | BMO Field, Toronto, Canadá | Cuba     | 5–0               | 6–0             | Liga de Naciones de la Concacaf 2019-20 |

## Clubes
| Club                              | País           | Año       | Partidos | Goles |
| --------------------------------- | -------------- | --------- | -------- | ----- |
| Toronto F. C.                     | Canadá         | 2010-2014 | 93       | 5     |
| Apollon Limassol                  | Chipre         | 2014-2015 | 0        | 0     |
| West Ham United F. C.             | Inglaterra     | 2015-2017 | 1        | 0     |
| Blackburn Rovers F. C. (préstamo) | Inglaterra     | 2015-2016 | 4        | 0     |
| AC Horsens (préstamo)             | Dinamarca      | 2016      | 4        | 0     |
| Vancouver Whitecaps               | Canadá         | 2018-2019 | 44       | 4     |
| Ottawa Fury F. C. (préstamo)      | Canadá         | 2018      | 3        | 0     |
| Suwon Samsung Bluewings F. C.     | Corea del Sur  | 2020-2022 | 46       | 3     |
| Los Angeles F. C.                 | Estados Unidos | 2022      | 6        | 0     |
| Toronto F. C.                     | Canadá         | 2022      | 8        | 0     |
| Minnesota United F. C.            | Estados Unidos | 2023      | 0        | 0     |
| HFX Wanderers F. C.               | Canadá         | 2023-     |          |       |

## Palmarés

### Títulos nacionales
| Título                          | Club          | País   | Año  |
| ------------------------------- | ------------- | ------ | ---- |
| Campeonato Canadiense de Fútbol | Toronto F. C. | Canadá | 2010 |
| Campeonato Canadiense de Fútbol | Toronto F. C. | Canadá | 2011 |
| Campeonato Canadiense de Fútbol | Toronto F. C. | Canadá | 2012 |

### Distinciones ndividuales
| Distinción                       | Año  |
| -------------------------------- | ---- |
| Jugador sub-20 de Canadá del año | 2012 |